# 小山初代

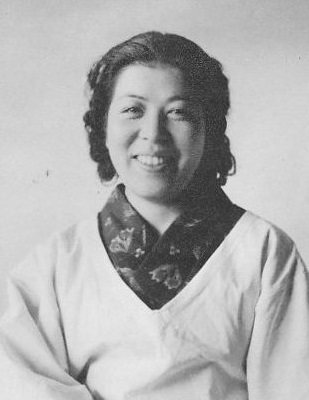
最晩年の小山（1944年撮影）

小山 初代（おやま はつよ 1912年（明治45年）3月10日 - 1944年（昭和19年）7月23日）は、小説家太宰治の内縁の妻。芸者としての名は紅子。太宰からはハツコと呼ばれていた。
「HUMAN LOST」（1937年）や「姥捨」（1938年）や「東京八景」（1941年）など多数の太宰作品に登場する一連の女性のモデルとなった。

## 生涯
小山藤一郎とキミ（旧姓吉沢）の長女として北海道室蘭に生まれる。1922年（大正11年）、父が失踪したため、母子家庭となり、一家で青森に移住。母は置屋「野沢屋」で裁縫師として働く。
1925年（大正14年）3月、南津軽郡大鰐町の大鰐尋常小学校を卒業し、母の勧めで料亭「玉屋」（野沢屋の後身）に仕込妓（しこみこ。芸妓の使い走り）として住み込むようになる。1927年（昭和2年）9月、客のひとりで当時旧制弘前高等学校の1年生だった津島修治（太宰治）と馴染みになる。
1930年（昭和5年）9月30日、太宰の教唆により玉屋から出奔して上京。東京市本所区（東京都墨田区）東駒形で太宰と同棲する。11月9日、太宰が初代の件と非合法左翼活動の件を理由に実家から分家除籍されたことに伴い、太宰の長兄・津島文治により青森へ連れ帰られ落籍される。11月29日、太宰がカフェの女給田部シメ子と心中未遂事件を起こす。これに対して初代は激怒したが、太宰と復縁し12月に仮祝言を挙げる。ただし津島家の意向により入籍は許されなかった。
1931年（昭和6年）2月、再び上京し、太宰と共に品川区五反田にて新所帯を持つ。以後、翌年7月まで太宰に従って川崎想子という偽名のもとで非合法左翼運動に関与。
1936年（昭和11年）、太宰が薬物中毒治療のため武蔵野病院に入院。この間、太宰の義弟（当時画学生だった小館善四郎）と関係を持つ。
1937年（昭和12年）3月初旬、太宰に義弟との関係が露見。太宰からの私信の一節を誤解した小館が、既に知られてしまっているものと早合点し、初代との関係を太宰に告白してしまったことによる。この後、太宰と共に谷川温泉付近でカルモチンにより自殺を図ったが未遂に終る。帰京後の6月、叔父吉沢祐五郎を仲に立てて正式に太宰と離婚。太宰から餞別30円を受けて青森に帰京し、青森市郊外の浅虫温泉で家業の魚屋を手伝う。
やがて家族に無断で北海道に渡り、道内を転々とする。この時期、処女と偽って若い男と結婚したとの説もある。
その後、九州出身の軍人の勧めで満州に渡り、青島に住む。軍属の世話係をしている男の愛人になるなど、荒れた生活を送っていたといわれる。
1942年（昭和17年）初秋に一時帰国。東京杉並区の井伏鱒二宅を訪れ、約1週間逗留した後、浅虫の生家に帰って1ヶ月以上滞在。浅虫で小館に逢い「早くいい人を見つけて結婚しなさい」と勧める。
再び井伏宅を訪れ、1週間余り逗留した後、井伏夫妻からの反対を押し切って再び青島に渡る。当時、顔面神経痛を患っていた。
1944年（昭和19年）7月23日、青島で死去。享年33（満32歳没）。8月23日、白木の箱に納まって帰国。彼女の死は1945年（昭和20年）4月10日に、井伏から太宰に伝えられた。

## 関連人物
- 吉沢祐五郎 - 母キミの弟。別名、吉沢祐。図案師。太宰の信頼篤く、『晩年』初版本の題字を書いたことで知られる。このほか、「姥捨」の結末部分に登場する他、「皮膚と心」の図案師のモデルになった。玉の井通いの太宰の先達でもある。